# Lepisanthes amplifolia
Lepisanthes amplifolia är en kinesträdsväxtart som först beskrevs av Jean Baptiste Louis Pierre, och fick sitt nu gällande namn av Leenh.. Lepisanthes amplifolia ingår i släktet Lepisanthes och familjen kinesträdsväxter. Inga underarter finns listade i Catalogue of Life.